# Tabelwoord
Een tabelwoord in Esperanto is een van de 45 Esperanto-woordjes uit de tabel der correlatieven.
Correlatieven zijn woordjes die tot elkaar in relatie staan. Deze 9 rijtjes van 5 woordjes in de tabel behoren tot 2 woordsoorten, namelijk de voornaamwoorden en de bijwoorden.
In het Esperanto zijn al deze woordjes op systematische wijze samengesteld.
In het Nederlands en in andere talen zijn slechts een deel van deze woordjes regelmatig.
Bijvoorbeeld:
- vragend: wie, wat, waar, waarom, wiens en aanwijzend: die, dat, daar, daarom, diens
- en de ontkenning van iemand, iets, ergens, ooit wordt niemand, niets, nergens, nooit

| Esperanto Nederlands | vragend             | aanwijzend  | onbepaald              | allesomvattend        | ontkennend                  |
| -------------------- | ------------------- | ----------- | ---------------------- | --------------------- | --------------------------- |
| persoon              | kiu? wie?           | tiu die     | iu iemand              | ĉiu iedereen          | neniu niemand               |
| voorwerp             | kio? wat?           | tio dat     | io iets                | ĉio alles             | nenio niets                 |
| soort                | kia? welke (soort)? | tia zo één  | ia een of andere soort | ĉia alle soorten      | nenia geen soort            |
| plaats               | kie? waar?          | tie daar    | ie ergens              | ĉie overal            | nenie nergens               |
| tijd                 | kiam? wanneer?      | tiam dan    | iam ooit               | ĉiam altijd           | neniam nooit                |
| hoeveelheid          | kiom? hoeveel?      | tiom zoveel | iom een beetje         | ĉiom alle             | neniom geen                 |
| manier               | kiel? hoe?          | tiel zo     | iel op een manier      | ĉiel op alle manieren | neniel op geen enkele wijze |
| reden                | kial? waarom?       | tial daarom | ial om een reden       | ĉial om alle redenen  | nenial om geen enkele reden |
| eigendom             | kies? wiens?        | ties diens  | ies iemands            | ĉies van ieder        | nenies van niemand          |

Tabel van alle correlatieven in Esperanto met eronder de vertaling in het Nederlands.